# 道路運輸

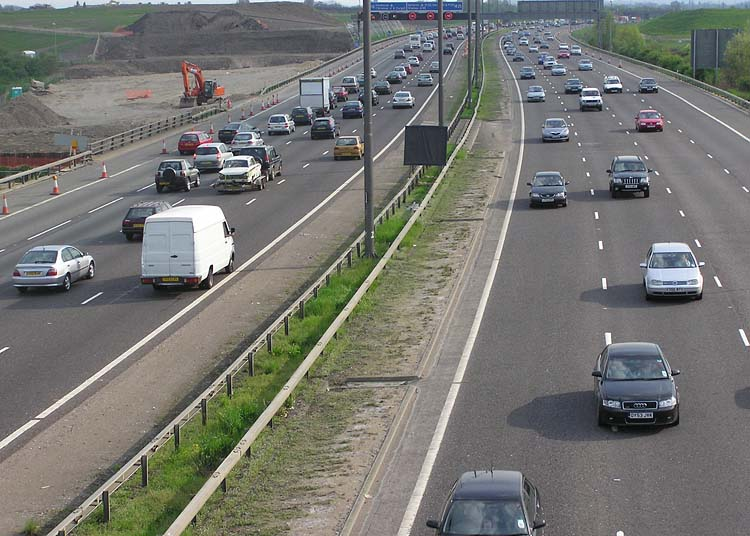
倫敦外環的M25高速公路

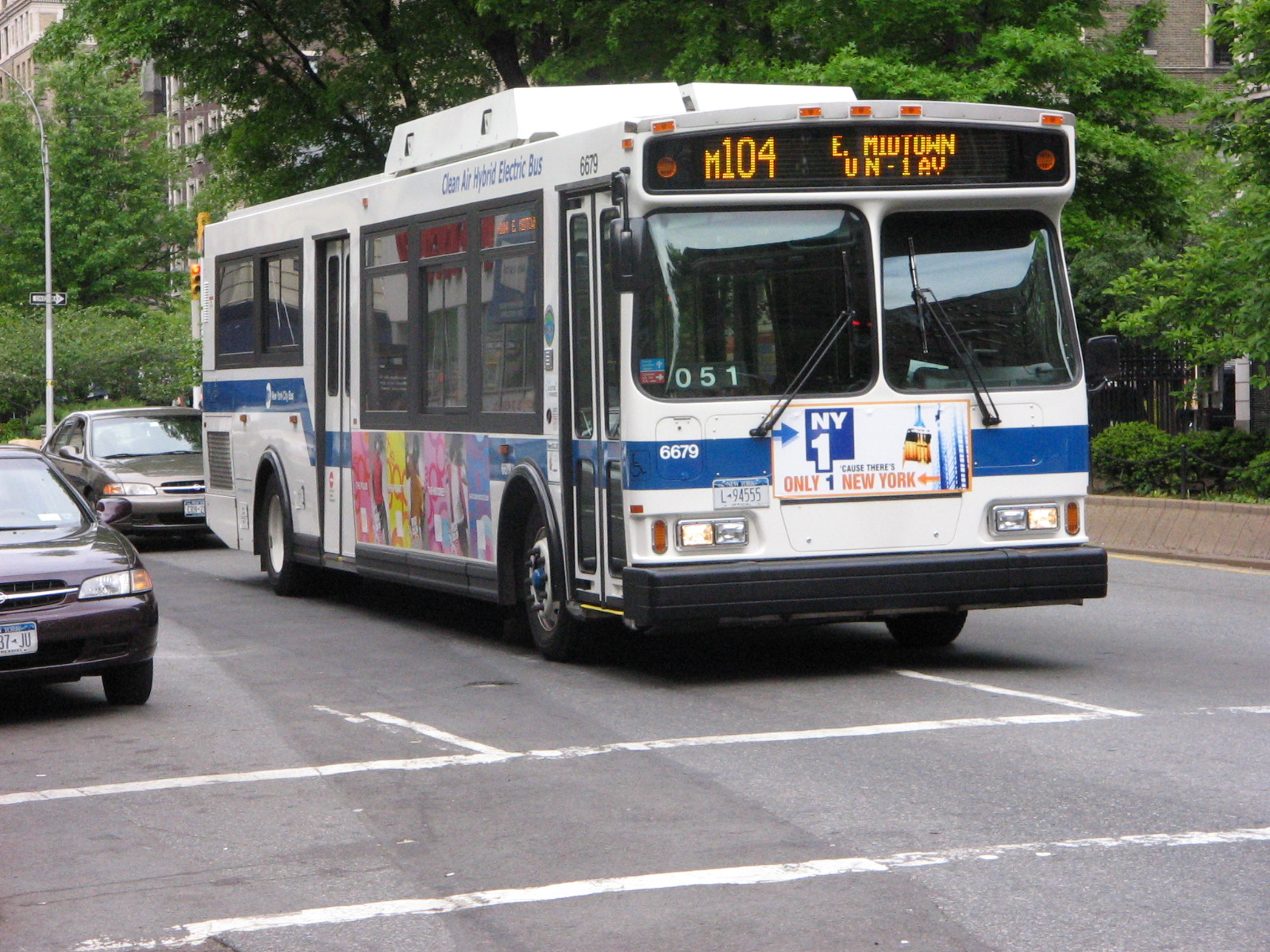
紐約市公車。

道路運輸泛指一切使用道路車輛的陆路运输。

## 客运

### 公交客车
泛指利用道路，行駛使用橡膠車輪並且自備動力的車輛，循一定的路線、站点載運乘客前往目的地，並且由駕駛員以目視方式駕駛車輛。在市區、都會區中行駛一定的路線，負責載運乘客通勤往返，有些地區道路提供專用路權（公車專用道）供市區公車行駛（公車捷運系統）；這些市區公車班次密集，並且在車門使用無階梯式的無障礙設計，方便老人及身心障礙乘客上下車。

### 城際客車
連接城市與城市、市區與郊區的公路客運班車，行駛一般公路或是高速公路，通常需要長時間的行駛，所以座位較為舒適，並且使用能高速平穩行駛的巴士。城際巴士收費及運價高於市區公車，通常採取里程計費。目前世界第一大公路客運公司為美國的灰狗巴士，路線遍布全美各州、加拿大及墨西哥。

### 遊覽客車
提供機關團體包租服務或是旅遊服務，無固定行駛路線，通常需要事先預約。

## 货运

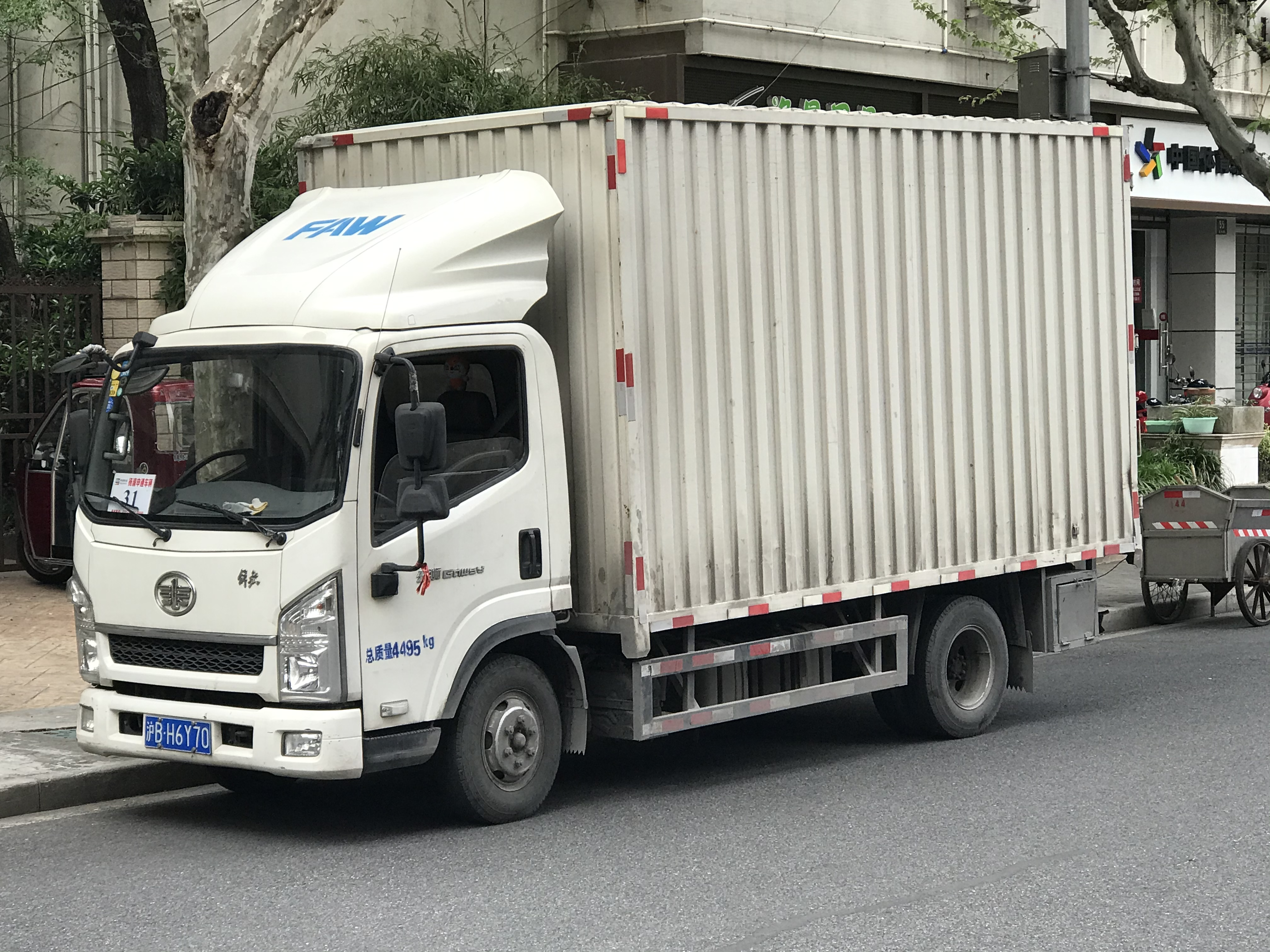
一汽解放公狮厢式货车

### 厢式货运
即使用厢式货车运输货物。

### 集装箱货运

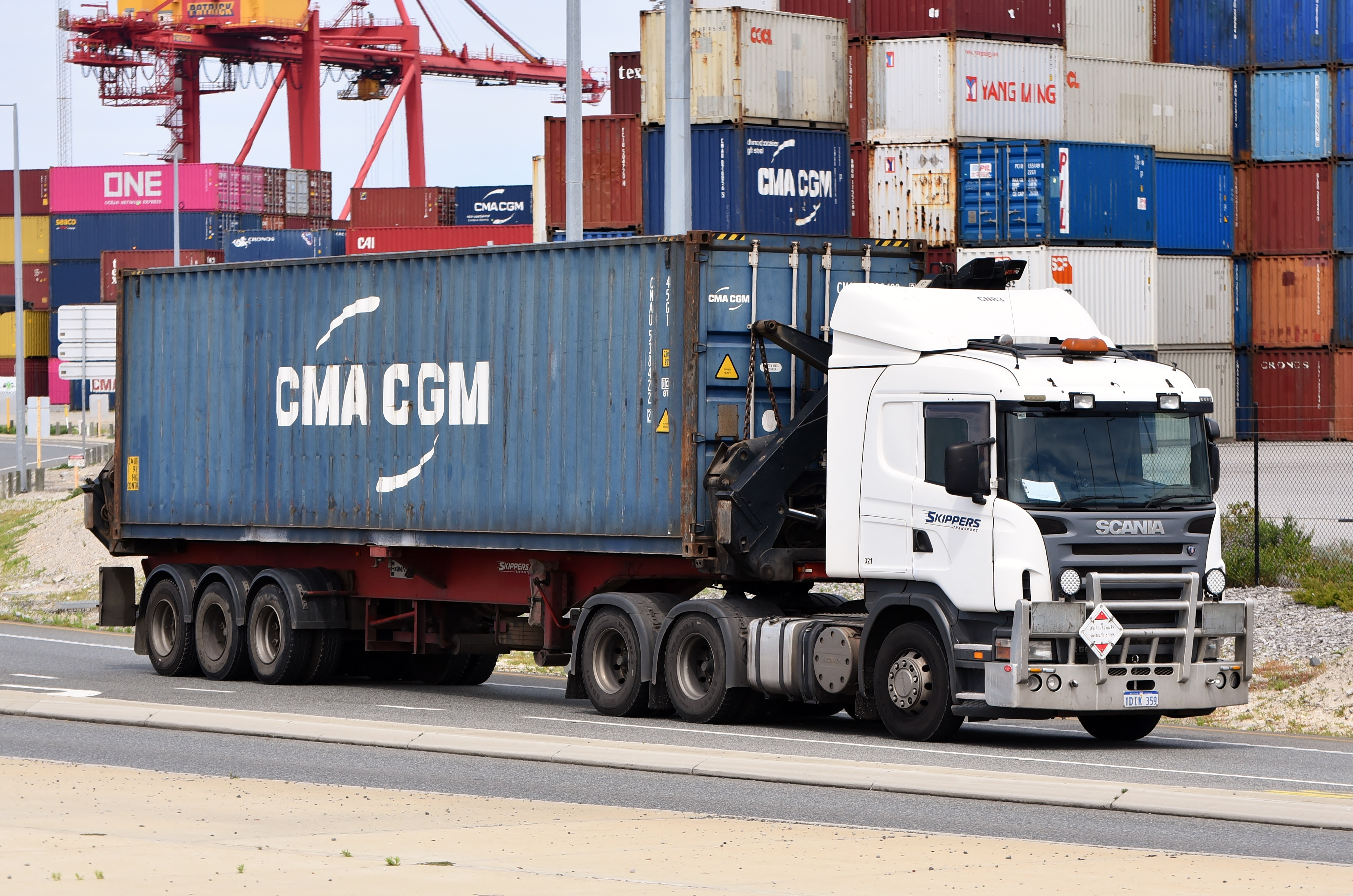
斯堪尼亚R500牵引半挂车运输集装箱

常使用半挂车。

### 汽车列车

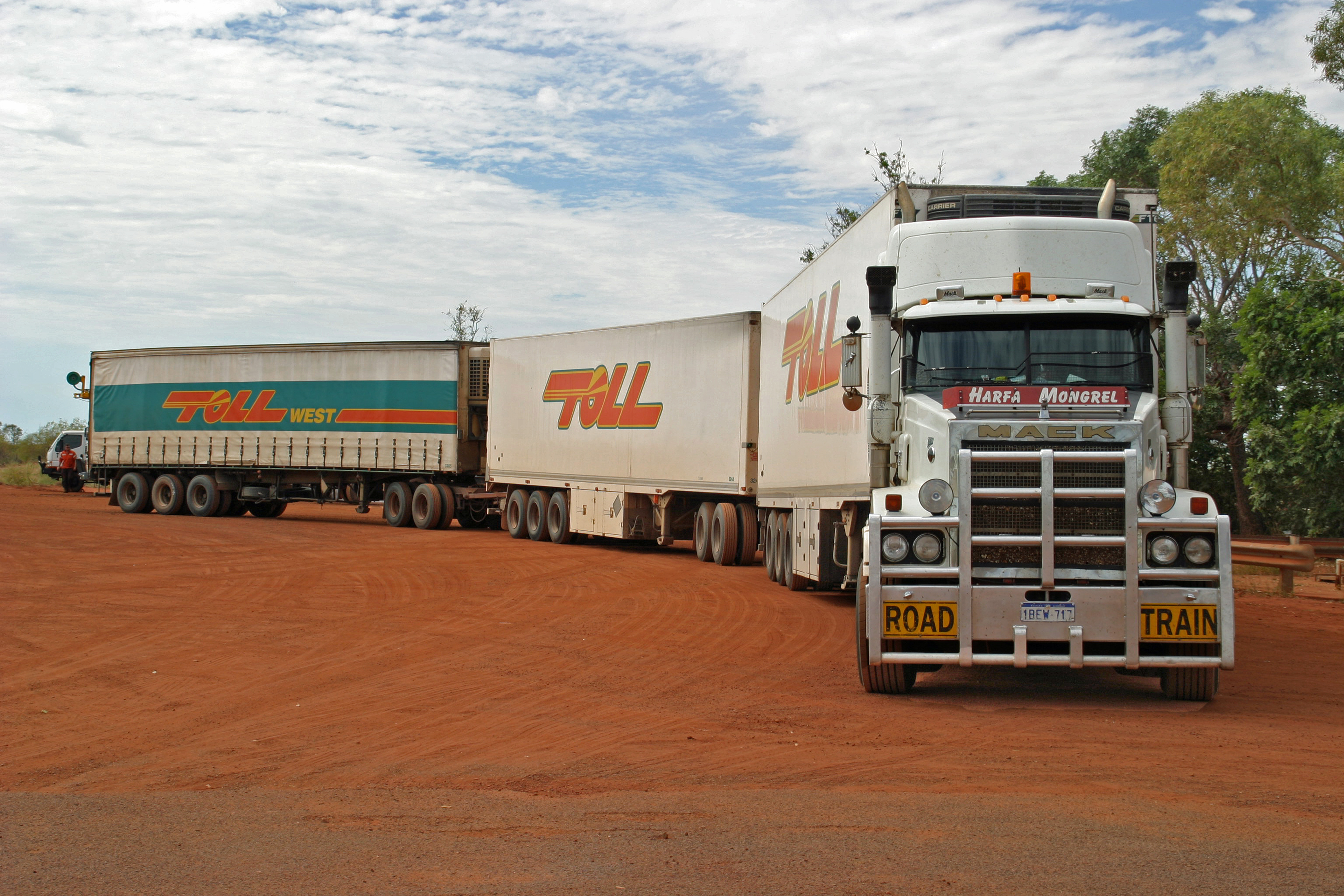
澳大利亚的汽车列车

汽车列车常见于澳大利亚，中国大陆也存在“汽车列车”的概念，但是出于安全性考虑，过长的汽车列车比较少见。